# Байков, Василий Сергеевич
Василий Сергеевич Байков (? — 1790) — бригадир и секунд-майор лейб-гвардии Преображенского полка, кавалер ордена св. Георгия 3-й и 4-й степеней.

## Биография
Родом из дворян, сын полковника, его братья Лев (действительный статский советник) и Михаил (офицер).
Обучался в артиллерийском кадетском корпусе и по окончании курса в 1768 г., произведён в штык-юнкеры. За отличие в турецкой кампании 1769—1772 гг., произведён в подпоручики и потом в поручики.
В экспедиции на Зимбру Байков быстро и искусно действовал артиллерией, а при деревне Излясе сильными пушечными ударами защитил русскую кавалерию, отбил неприятеля и содействовал поражению его. За эти дела 26 ноября 1773 года награждён орденом св. Георгия 4-й степени (№ 190 по кавалерскому списку Судравского и № 230 по списку Григоровича — Степанова)
За проворное и искусное действие артиллерии во время экспедиции на Цымбру, наипаче же при деревне Изласе, когда кавалерия была подвержена опасности, отбив неприятеля, подал способ к поражению онаго.
По прекращении военных действий Байков был определён адъютантом к князю Г. Г. Орлову, в 1779 г. произведён в подполковники, 1785 г. — в полковники Иркутского драгунского полка.
В день приступа к Очакову в 1788 году Байков с вверенным ему отрядом споспешествовал поражению неприятеля и участвовал в совершенном истреблении турок, засевших в Новой Слободе. За Очаковский приступ Байков 14 апреля 1789 года награждён орденом св. Георгия 3-й степени (№ 65 по кавалерским спискам)
Во уважении на усердную службу и отличную храбрость, оказанную им при взятии приступом города и крепости Очакова, подкрепив первую колонну.
В 1789 г. пожалован в бригадиры и секунд-майоры лейб-гвардии Преображенского полка, и отправлен в Финляндскую армию, действовавшую против шведов. В сражении при Пардакаске 18 апреля 1790 года руководил колонной, которая вела наступление на остров Лапенсали. Захватив остров, отряд Байкова атаковал батарею при Пардакаске. Ведя бой более 5 часов, Байков со своим отрядом почти достиг расположения батареи и ретраншементов, однако шведские подкрепления превосходящими силами атаковали его отряд, В. С. Байков был ранен и скончался в этот же день.
Женат был Байков на Анне Ивановне, воспитаннице обер-гофмейстера Елагина. Их дети, Сергей и Семён, также служили в Русской императорской армии, причём Сергей Васильевич Байков за отличие в Отечественной войне 1812 года был награждён орденом св. Георгия 4-й степени.